# Ротенбург (Горња Лужица)
Ротенбург (њем. Rothenburg/Oberlausitz) град је у њемачкој савезној држави Саксонија. Једно је од 59 општинских средишта округа Герлиц. Према процјени из 2010. у граду је живјело 5.385 становника. Посједује регионалну шифру (AGS) 14626480.

## Географски и демографски подаци
Ротенбург се налази у савезној држави Саксонија у округу Герлиц. Град се налази на надморској висини од 160 метара. Површина општине износи 72,3 km². У самом граду је, према процјени из 2010. године, живјело 5.385 становника. Просјечна густина становништва износи 74 становника/km².

## Међународна сарадња
| Мјесто    | Држава     | Врста сарадње | Од    |
| --------- | ---------- | ------------- | ----- |
|           | Пољска     | партнерство   | 1991. |
| Ротенбург | Швајцарска | партнерство   | 1990. |
| Извор     |            |               |       |